# Governació de Damasc Rural

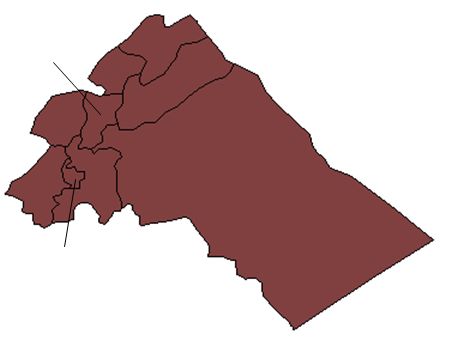
districtes: An-Nabk al nord; Yabrud nord-oest; Al-Qutayfah, nord-est; Zabadani, centre-oest; Al-Tall, centre-nord; Darayya, centre-sud; Markaz Rif Dimashq, sud; Qatana, sud-oest; i Duma, est (o sud-est)

La governació o muhàfadha de Damasc Rural o de Rif Dimaixq (àrab: محافظة ريف دمشق, muẖāfaẓat Rīf Dimaxq) és una divisió administrativa (muhàfadha) de Síria amb capital a Damasc, que forma per a si mateixa una altra governació que queda totalment rodejada per la governació de Damasc Rural. Així Damasc és capital de l'estat, de dues governacions, i d'un districte (Markaz Rif Dimashq). La superfície és de 17.654 km² i la població estimada el 2007 de 2.487.000 habitants. Administrativament està dividida en nou districtes: An-Nabk, Al-Qutayfah, Markaz Rif Dimashq, An-Nabk, Yabrud, Al-Tall, Zabadani, Qatana, Darayya i Duma.